# Энергия (хоккейный клуб, Кемерово)
«Эне́ргия» — команда по хоккею с шайбой, существовавшая в городе Кемерово.

## История клуба
Традиционно в Кемерово отдавалось предпочтение хоккею с мячом. Только 19 мая 1997 года была создана Автономная некоммерческая организация ХК «Кемерово». Клуб был включён в регион «Сибирь — Дальний Восток» Первой лиги первенства России и стал проводить матчи в спортивно-концертном комплексе «Октябрьский», вмещающим 5,5 тысяч зрителей.
В октябре 1998 года клуб получил новое название — «Энергия», а в следующем сезоне дебютировал в Высшей лиге чемпионата России, сразу заняв третье место в дивизионе «Восток» и попав в переходной турнир, где занял 5 место.
В 2006 году, после покупки ассоциацией «Алпи» СКК «Октябрьский», клуб проводил игры в посёлке Грамотеино, а затем в марте 2007 года окончательно прекратил существование. Последний свой сезон 2006/2007 клуб проводил в Высшей лиге чемпионата России в «Восточной зоне», после чего из-за финансовых проблем ХК «Энергия» был расформирован.

### ДЮСШ «Энергия»
От команды осталась детско-юношеская спортивная школа «Энергия».

### Главные тренеры
- Лаухин, Виктор Сергеевич (1997—1999)
- Якимов, Виктор Геннадьевич (1999—2000)
- Семыкин, Виктор Иванович (03.07.2000 — 31.01.2005)
- Каменцев, Павел Геннадьевич (и.о.) (31.01.2005 — 06.05.2005)
- Киселёв, Леонид Георгиевич (06.05.2005 — 06.05.2006)
- Качалов, Юрий Алексеевич (06.05.2006 — 26.03.2007)